# HTTP 403
 (octobre 2022).
La mise en forme du texte ne suit pas les recommandations de Wikipédia : il faut le « wikifier ».
Les points d'amélioration suivants sont les cas les plus fréquents. Le détail des points à revoir est peut-être précisé sur la page de discussion.
- Les titres sont pré-formatés par le logiciel. Ils ne sont ni en capitales, ni en gras.
- Le texte ne doit pas être écrit en capitales (les noms de famille non plus), ni en gras, ni en italique, ni en « petit »…
- Le gras n'est utilisé que pour surligner le titre de l'article dans l'introduction, une seule fois.
- L'italique est rarement utilisé : mots en langue étrangère, titres d'œuvres, noms de bateaux, etc.
- Les citations ne sont pas en italique mais en corps de texte normal. Elles sont entourées par des guillemets français : « et ».
- Les listes à puces sont à éviter, des paragraphes rédigés étant largement préférés. Les tableaux sont à réserver à la présentation de données structurées (résultats, etc.).
- Les appels de note de bas de page (petits chiffres en exposant, introduits par l'outil «  Source ») sont à placer entre la fin de phrase et le point final[comme ça].
- Les liens internes (vers d'autres articles de Wikipédia) sont à choisir avec parcimonie. Créez des liens vers des articles approfondissant le sujet. Les termes génériques sans rapport avec le sujet sont à éviter, ainsi que les répétitions de liens vers un même terme.
- Les liens externes sont à placer uniquement dans une section « Liens externes », à la fin de l'article. Ces liens sont à choisir avec parcimonie suivant les règles définies. Si un lien sert de source à l'article, son insertion dans le texte est à faire par les notes de bas de page.
- La présentation des références doit suivre les conventions bibliographiques. Il est recommandé d'utiliser les modèles {{Ouvrage}}, {{Chapitre}}, {{Article}}, {{Lien web}} et/ou {{Bibliographie}}. Le mode d'édition visuel peut mettre en forme automatiquement les références.
- Insérer une infobox (cadre d'informations à droite) n'est pas obligatoire pour parachever la mise en page.

Pour une aide détaillée, merci de consulter Aide:Wikification.
Si vous pensez que ces points ont été résolus, vous pouvez retirer ce bandeau et améliorer la mise en forme d'un autre article.

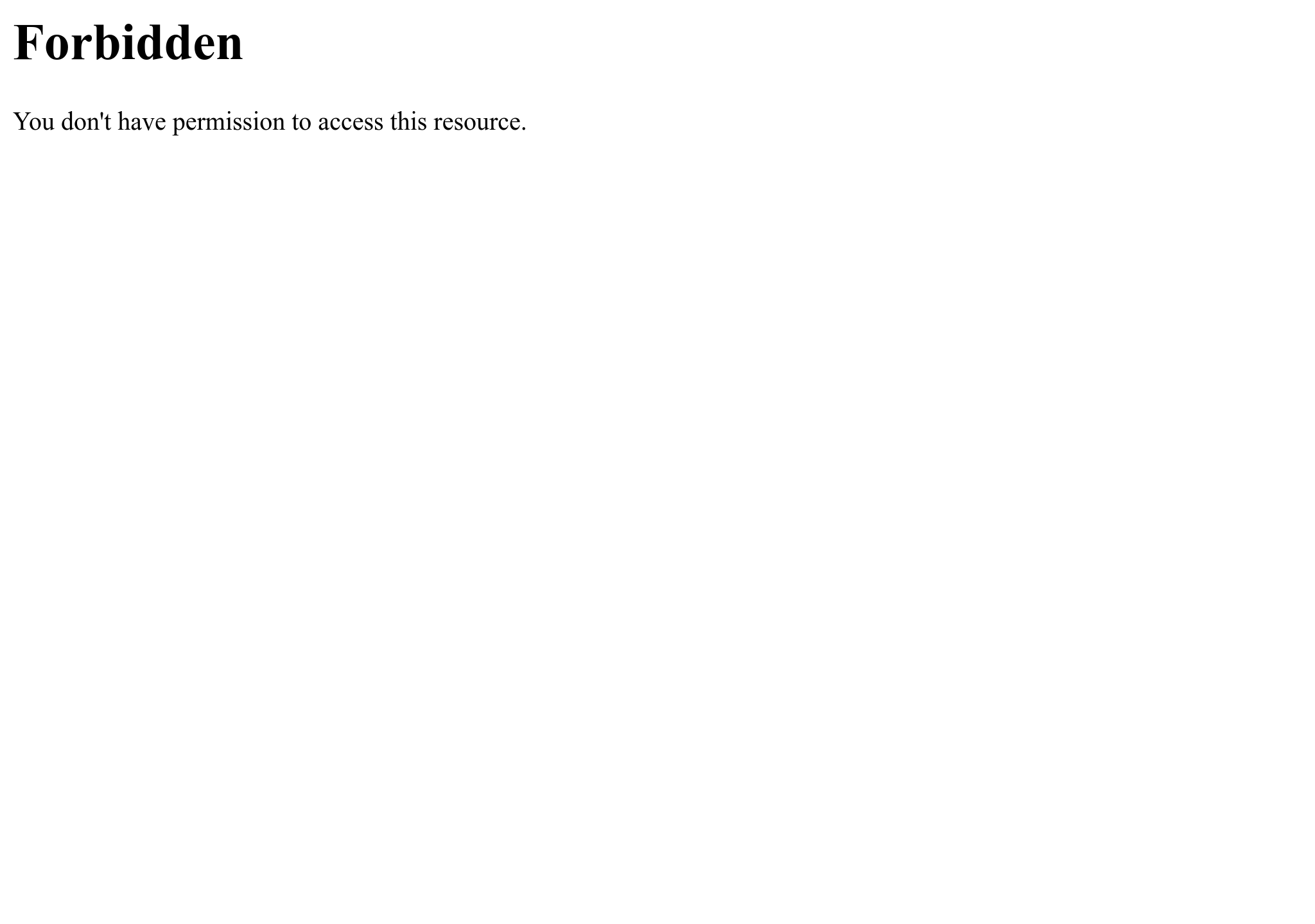
Capture d’écran de l’erreur 403, telle que rendue par Apache et nginx dans un navigateur

Le code erreur 403 est un code d'état HTTP signifiant que l'accès à la ressource demandée est interdit. Le serveur a compris la demande, mais ne la satisfera pas.

## Caractéristiques
HTTP 403 fournit un cas d'erreur distinct de HTTP 401 ; tandis que HTTP 401 est renvoyé lorsque le client ne s'est pas authentifié et implique qu'une réponse réussie peut être renvoyée après une authentification valide, HTTP 403 est renvoyé lorsque le client n'est pas autorisé à accéder à la ressource malgré une authentification, telle que des autorisations insuffisantes du compte authentifié.
Erreur 403 : « Le serveur a compris la demande, mais refuse de l'autoriser. » (RFC 7231).
L'erreur 401 : « La demande nécessite une authentification de l'utilisateur. La réponse DOIT inclure un champ d'en-tête WWW-Authenticate (section 14.47) contenant un défi applicable à la ressource demandée. Le client PEUT répéter la demande avec un champ d'en-tête d'autorisation approprié (section 14.8). Si la demande comprenait déjà des informations d'identification d'autorisation, la réponse 401 indique que l'autorisation a été refusée pour ces informations d'identification. » (RFC 2616).
Le serveur Web Apache renvoie 403 Forbidden en réponse aux demandes de chemins d'URL qui correspondent aux répertoires du système de fichiers lorsque les listes de répertoires ont été désactivées sur le serveur et qu'il n'y a pas de directive d'index de répertoire pour spécifier un fichier existant à renvoyer au navigateur. Certains administrateurs configurent l'extension de proxy Mod sur Apache pour bloquer de telles demandes et cela renverra également 403 Forbidden. Microsoft IIS répond de la même manière lorsque les listes de répertoires sont refusées sur ce serveur. Dans WebDAV, la réponse 403 Forbidden sera renvoyée par le serveur si le client a émis une demande PROPFIND mais n'a pas également émis l'en-tête Depth requis ou a émis un en-tête Depth de l'infini.
Les codes non-standard suivants sont renvoyés par les services d'information Internet de Microsoft et ne sont pas officiellement reconnus par l'IANA.
| 2024code d'erreur | signification                                                                                                   |
| ----------------- | --- |
| 403.1             | Exécuter l'accès interdit                                                                                       |
| 403.2             | Accès en lecture interdit                                                                                       |
| 403.3             | Accès en écriture interdit                                                                                      |
| 403.4             | SSL requis |
| 403.5             | SSL 128 requis                                                                                                  |
| 403.6             | Adresse IP rejetée                                                                                              |
| 403.7             | Certificat client requis                                                                                        |
| 403.8             | Accès au site refusé                                                                                            |
| 403.9             | Trop d'utilisateurs                                                                                             |
| 403.10            | Configuration invalide                                                                                          |
| 403.11            | Changement de mot de passe                                                                                      |
| 403.12            | Mappeur refusé l'accès                                                                                          |
| 403.13            | Certificat client révoqué                                                                                       |
| 403.14            | Inscription à l'annuaire refusée                                                                                |
| 403.15            | Licences d'accès client dépassées                                                                               |
| 403.16            | Le certificat client n'est pas fiable ou n'est pas valide                                                       |
| 403.17            | Le certificat client a expiré ou n'est pas encore valide                                                        |
| 403.18            | Impossible d'exécuter la demande à partir de ce pool d'applications                                             |
| 403.19            | Impossible d'exécuter les CGI pour le client dans ce pool d'applications                                        |
| 403.20            | Échec de la connexion au passeport                                                                              |
| 403.21            | Accès à la source refusé                                                                                        |
| 403.22            | La profondeur infinie est refusée                                                                               |
| 403.502           | Trop de requêtes provenant de la même adresse IP client ; Limite de restriction d'adresse IP dynamique atteinte |
| 403.503           | Rejeté en raison d'une restriction d'adresse IP                                                                 |